# Gidi Pass
Gidi Pass är ett bergspass i Egypten.   Det ligger i guvernementet Sina ash-Shamaliyya, i den nordöstra delen av landet, 180 km öster om huvudstaden Kairo. Gidi Pass ligger 576 meter över havet.
Terrängen runt Gidi Pass är platt åt sydväst, men åt nordost är den kuperad.  Trakten runt Gidi Pass är nära nog obefolkad, med mindre än två invånare per kvadratkilometer. Det finns inga samhällen i närheten. Trakten runt Gidi Pass är ofruktbar med lite eller ingen växtlighet.